# Saison 2001-2002 de l'AS Saint-Étienne
Chronologie
Saison précédente Saison suivante
La saison 2001-2002 de l'AS Saint-Étienne fait suite à une relégation de Division 1 la saison précédente. C’est un retour en Division 2 après son dernier passage en 1998-1999.
Cette saison est un calvaire. Le nouvel entraîneur, Alain Michel arrive de Grenoble, mais il ne va tenir que deux mois, remplacé ensuite par Frédéric Antonetti qui va devoir composer avec une interdiction de recrutement  imposée par la DNCG. 
Avec des parcours médiocres dans les différentes coupes, c’est une mauvaise saison pour les Verts et leurs supporters. 

## Équipe professionnelle

### Mercato
| Nom                  | Nationalité | Poste     | Transfert   | Provenance/Destination | Division     |
| -------------------- | ----------- | --------- | ----------- | ---------------------- | ------------ |
| Arrivées             |             |           |             |                        |              |
| Giovanni Bia         |             | Défenseur | Transfert   | Bologne                | Serie B      |
| Jean-Pascal Yao      |             | Défenseur | Transfert   | Grenoble Foot          | Division 2   |
| Patrick Guillou      |             | Défenseur | Transfert   | FC Sochaux             | Division 1   |
| Antonio Esposito     |             | Milieu    | Transfert   | Cagliari               | Serie B      |
| David Hellebuyck     |             | Milieu    | Transfert   | Lausanne               | Super League |
| Olivier Baudry       |             | Milieu    | Transfert   | Lausanne               | Super League |
| Marcin Kuzba         |             | Attaquant | Prêt        | Lausanne               | Super League |
| Dominique Casagrande |             | Gardien   | Transfert   | Paris SG               | Division 1   |
| Rodrigao             |             | Attaquant | Transfert   | Santos                 | Brasileirão  |
| Départs              |             |           |             |                        |              |
| Jérôme Alonzo        |             | Gardien   | Transfert   | Paris SG               | Division 1   |
| Lionel Potillon      |             | Défenseur | Transfert   | Paris SG               | Division 1   |
| José Aloisio         |             | Attaquant | Transfert   | Paris SG               | Division 1   |
| Jean-Guy Wallemme    |             | Défenseur | Transfert   | RC Lens                | Division 1   |
| Pape Sarr            |             | Milieu    | Transfert   | RC Lens                | Division 1   |
| Stéphane Pédron      |             | Milieu    | Transfert   | RC Lens                | Division 1   |
| Bjørn Tore Kvarme    |             | Défenseur | Transfert   | Real Sociedad          | Liga         |
| Lucien Mettomo       |             | Défenseur | Transfert   | Manchester City        | ChampionShip |
| Fabien Boudarene     |             | Milieu    | Transfert   | FC Sochaux             | Division 1   |
| Tchiressoua Guel     |             | Milieu    | Transfert   | Lorient                | Division 1   |
| Loïc Chavériat       |             | Attaquant | Prêt        | Lausanne               | Super League |
| Christophe Sanchez   |             | Attaquant | Retour Prêt | Bordeaux               | Division 1   |

| Nom              | Nationalité | Poste     | Transfert | Provenance/Destination | Division      |
| ---------------- | ----------- | --------- | --------- | ---------------------- | ------------- |
| Arrivées         |             |           |           |                        |               |
| Cyrille Pouget   |             | Attaquant | Prêt      | Marseille              | Division 1    |
| Eduardo Oliveira |             | Défenseur | Prêt      | CS Sedan-Ardennes      | Division 1    |
| Ted Agasson      |             | Attaquant | Transfert | Lille OSC              | Division 1    |
| Départs          |             |           |           |                        |               |
| Alex             |             | Attaquant | Prêt      | Paris SG               | Division 1    |
| Alexander Panov  |             | Attaquant | Transfert | Dynamo Moscou          | Ligue 1 Russe |

## Championnat

### Matches aller
Durant cette phase aller, les Verts vont chuter jusqu'au dernier rang de la Ligue 2 à l'issue de 13e journée. Auparavant, il y aura sept matchs nuls en 13 matchs et seulement deux victoires. Alain Michel est destitué au profit de Frédéric Antonetti au soir de la rencontre perdue contre Amiens lors de la 7e journée. Les Verts connaîtront quatre victoires d'affilée entre les 14e et 17e journées avant de terminer la phase aller sur deux défaites.
| Date       | N o | Adversaire           | Lieu | Résultat | Buteurs pour Saint-Étienne      | Points | Place |
| ---------- | --- | -------------------- | ---- | -------- | ------------------------------- | ------ | ----- |
| 28/07/2001 | J01 | FC Istres            | Dom. | 1 - 2    | Bia 75e (pen.)                  | 0      | 16    |
| 05/08/2001 | J02 | US Créteil-Lusitanos | Ext. | 1 - 1    | N’Dour 75e                      | 1      | 16    |
| 11/08/2001 | J03 | Le Mans              | Dom. | 2 - 2    | Rodrigao 78e, N’Dour 88e        | 2      | 16    |
| 17/08/2001 | J04 | Grenoble             | Ext. | 1 - 0    | -                               | 2      | 17    |
| 25/08/2001 | J05 | Wasquehal            | Ext. | 1 - 1    | Di Rocco 36e                    | 3      | 15    |
| 28/08/2001 | J06 | AC Ajaccio           | Dom. | 1 - 0    | Carteron 44e                    | 6      | 13    |
| 08/09/2001 | J07 | Amiens SC            | Ext. | 2 - 1    | Kuzba 9e                        | 6      | 15    |
| 15/09/2001 | J08 | FC Gueugnon          | Dom. | 1 - 1    | Hernandez 79e                   | 7      | 17    |
| 22/09/2001 | J09 | OGC Nice             | Ext. | 1 - 1    | Rodrigao 15e                    | 8      | 16    |
| 30/09/2001 | J10 | RC Strasbourg        | Dom. | 1 - 1    | Carteron 69e                    | 9      | 15    |
| 05/10/2001 | J11 | Beauvais             | Ext. | 3 - 0    | -                               | 9      | 18    |
| 13/10/2001 | J12 | Le Havre AC          | Dom. | 0 - 1    | -                               | 9      | 19    |
| 20/10/2001 | J13 | Stade lavallois      | Ext. | 1 - 1    | Di Rocco 72e                    | 10     | 20    |
| 27/10/2001 | J14 | Martigues            | Dom. | 1 - 0    | Carteron 58e                    | 13     | 16    |
| 09/11/2001 | J15 | Chamois niortais     | Ext. | 0 - 2    | Mendy 32e, N’Dour 70e           | 16     | 13    |
| 13/11/2001 | J16 | Nîmes                | Dom. | 1 - 0    | Kuzba 3e                        | 19     | 12    |
| 17/11/2001 | J17 | SM Caen              | Ext. | 2 - 4    | Mendy 28e 48e, Di Rocco 70e 85e | 22     | 12    |
| 28/11/2001 | J18 | AS Nancy-Lorraine    | Dom. | 1-3      | Carteron 18e                    | 22     | 13    |
| 08/12/2001 | J19 | LB Châteauroux       | Ext. | 4-0      | -                               | 22     | 14    |

### Matchs retour
Les Verts vont avoir une deuxième partie de saison compliquée, étant le plus souvent 15e ou 16e au classement, à quelques encablures des places de relégables. Finalement, il faudra attendre la 36e journée pour que le maintien soit obtenu. Ce fut un grand "Ouf" de soulagement !
| Date       | N o | Adversaire           | Lieu | Résultat | Buteurs pour Saint-Étienne               | Points | Place |
| ---------- | --- | -------------------- | ---- | -------- | ---------------------------------------- | ------ | ----- |
| 26/01/2002 | J20 | US Créteil-Lusitanos | Dom. | 1 - 0    | Di Rocco 88e                             | 26     | 14    |
| 22/12/2001 | J21 | Le Mans              | Ext. | 3 - 0    | -                                        | 22     | 14    |
| 20/01/2002 | J22 | Grenoble             | Dom. | 1 - 1    | Kuzba 11e                                | 23     | 14    |
| 02/03/2002 | J23 | Wasquehal            | Dom. | 0 - 2    | -                                        | 26     | 16    |
| 23/01/2002 | J24 | AC Ajaccio           | Ext. | 1 - 0    | -                                        | 26     | 16    |
| 30/01/2002 | J25 | Amiens SC            | Dom. | 2 - 1    | Pouget 44e, Di Rocco 58e                 | 29     | 15    |
| 02/02/2002 | J26 | FC Gueugnon          | Ext. | 1 - 1    | Oliveira 57e                             | 30     | 15    |
| 06/02/2002 | J27 | OGC Nice             | Dom. | 0 - 0    | -                                        | 31     | 15    |
| 12/02/2002 | J28 | RC Strasbourg        | Ext. | 1 - 0    | -                                        | 31     | 15    |
| 17/02/2002 | J29 | Beauvais             | Dom. | 1 - 2    | Bangoura 60e                             | 31     | 15    |
| 23/02/2002 | J30 | Le Havre AC          | Ext. | 0 - 0    | -                                        | 32     | 16    |
| 06/03/2002 | J31 | Stade lavallois      | Dom. | 3 - 1    | Hernandez 67e, Kuzba 70e, Fellahi 89e    | 35     | 16    |
| 16/03/2002 | J32 | Martigues            | Ext. | 1 - 1    | Mendy 88e                                | 36     | 16    |
| 23/03/2002 | J33 | Chamois niortais     | Dom. | 1 - 0    | Di Rocco 89e                             | 39     | 14    |
| 26/03/2002 | J34 | Nîmes                | Ext. | 0 - 0    | -                                        | 40     | 15    |
| 06/04/2002 | J35 | SM Caen              | Dom. | 0 - 1    | -                                        | 40     | 15    |
| 13/04/2002 | J36 | AS Nancy-Lorraine    | Ext. | 0 - 3    | Carteron 37e, Di Rocco 84e, Bangoura 88e | 43     | 13    |
| 26/04/2002 | J37 | LB Châteauroux       | Dom. | 1 - 0    | Carteron 37e                             | 46     | 12    |
| 03/05/2002 | J38 | FC Istres            | Ext. | 1 - 0    | -                                        | 46     | 13    |

### Classement
| Rang | Équipe                    | Pts | J  | G  | N  | P  | Bp | Bc | Diff |
| ---- | ------------------------- | --- | -- | -- | -- | -- | -- | -- | ---- |
| 1    | AC Ajaccio                | 72  | 38 | 20 | 12 | 6  | 47 | 25 | +22  |
| 2    | RC StrasbourgR            | 68  | 38 | 19 | 11 | 8  | 47 | 27 | +20  |
| 3    | OGC Nice                  | 66  | 38 | 20 | 6  | 12 | 56 | 40 | +16  |
| 4    | Le Havre AC               | 65  | 38 | 17 | 14 | 7  | 56 | 32 | +24  |
| 5    | Le Mans UC                | 58  | 38 | 16 | 10 | 12 | 48 | 41 | +7   |
| 6    | SM Caen                   | 58  | 38 | 16 | 10 | 12 | 59 | 55 | +4   |
| 7    | AS Beauvais               | 57  | 38 | 13 | 18 | 7  | 37 | 25 | +12  |
| 8    | LB Châteauroux            | 53  | 38 | 15 | 8  | 15 | 41 | 42 | -1   |
| 9    | AS Nancy-Lorraine         | 51  | 38 | 12 | 15 | 11 | 42 | 38 | +4   |
| 10   | Stade lavallois           | 50  | 38 | 14 | 8  | 16 | 50 | 56 | -6   |
| 11   | Chamois niortais FC       | 48  | 38 | 11 | 15 | 12 | 40 | 39 | +1   |
| 12   | Amiens SCP                | 47  | 38 | 11 | 14 | 13 | 46 | 50 | -4   |
| 13   | AS Saint-ÉtienneR         | 46  | 38 | 11 | 13 | 14 | 35 | 42 | -7   |
| 14   | FC Gueugnon               | 44  | 38 | 9  | 17 | 12 | 42 | 49 | -7   |
| 15   | ES Wasquehal              | 43  | 38 | 11 | 10 | 17 | 43 | 55 | -12  |
| 16   | Grenoble FootP            | 42  | 38 | 10 | 12 | 16 | 38 | 55 | -17  |
| 17   | FC Istres Ville NouvelleP | 41  | 38 | 8  | 17 | 13 | 34 | 43 | -9   |
| 18   | US Créteil                | 41  | 38 | 9  | 14 | 15 | 35 | 46 | -11  |
| 19   | Nîmes Olympique           | 32  | 38 | 5  | 17 | 16 | 33 | 48 | -15  |
| 20   | FC Martigues              | 32  | 38 | 7  | 11 | 20 | 32 | 53 | -21  |

Victoire à 3 points.
Promotions et relégations
- Promotion en Ligue 1 2002-2003
- Relégation en National 2002-2003

Abréviations
- P : Promu de National 2000-2001
- R : Relégué de Division 1 2000-2001

- Quatre équipes montent en Ligue 1 et deux descendent en National à la suite du passage de la Ligue 1 de 18 à 20 clubs.

## Coupe de France
Les verts s’arrêtent  en 32e de finale en étant battu à Louhans-Cuiseaux, qui joue en National.
| Date       | N o         | Adversaire              | Lieu | Résultat | Buteurs pour Saint-Étienne            | Suite                            |
| ---------- | ----------- | ----------------------- | ---- | -------- | ------------------------------------- | -------------------------------- |
| 03/11/2001 | 7e tour     | US Cluses-Sconzier (DH) | Ext. | 0 - 1    | Hellebuyck 86e                        | Qualifiés pour le 8e tour        |
| 24/11/2001 | 8e tour     | FC Gap (CFA2)           | Ext. | 0 - 3    | Pouget 29e , Carteron 39e, N’Dour 42e | Qualifiés pour les 32e de finale |
| 15/12/2001 | 1/32e de f. | Louhans-Cuiseaux (N)    | Ext. | 1– 0     | -                                     | Éliminés                         |

## Coupe de la Ligue
| Date       | N o         | Adversaire  | Lieu | Résultat | Buteurs pour Saint-Étienne | Suite                            |
| ---------- | ----------- | ----------- | ---- | -------- | -------------------------- | -------------------------------- |
| 24/09/2003 | 1er Tour    | FC Gueugnon | Dom. | 2 - 0    | Huard 9e, Di Rocco 85e     | Qualifiés pour les 16e de finale |
| 28/10/2003 | 1/16e de f. | Guingamp    | Ext. | 4 - 0    | -                          | Éliminés                         |

## Statistiques individuelles
Retrouvez dans le tableau ci-dessous les stats par joueur avec les rencontres disputées en championnat et les différentes Coupes.

### Statistiques buteurs
| Place | Nom                | Ligue 1 | Coupe de France | Coupe de la Ligue | TOTAL des BUTS |
| 1     | Alex Di Rocco      | 8 buts  | -               | 1 but             | 9 buts         |
| 2     | Patrice Carteron   | 6 buts  | 1 but           | -                 | 7 buts         |
| 3     | Marcin Kuzba       | 4 buts  | -               | -                 | 4 buts         |
| 3     | Frédéric Mendy     | 4 buts  | -               | -                 | 4 buts         |
| 3     | Alassane N’Dour    | 3 buts  | 1 but           | -                 | 4 buts         |
| 6     | Stéphane Hernandez | 2 buts  | -               | -                 | 2 buts         |
| 6     | Brésil Rodrigao    | 2 buts  | -               | -                 | 2 buts         |
| 6     | Pathé Bangoura     | 2 buts  | -               | -                 | 2 buts         |
| 6     | Cyrille Pouget     | 1 but   | 1 but           | -                 | 2 buts         |
| 10    | Eduardo Oliveira   | 1 but   | -               | -                 | 1 but          |
| 10    | Karim Fellahi      | 1 but   | -               | -                 | 1 but          |
| 10    | Giovanni Bia       | 1 but   | -               | -                 | 1 but          |
| 10    | David Hellebuyck   | -       | 1 but           | -                 | 1 but          |
| 10    | Laurent Huard      | -       | -               | 1 but             | 1 but          |
| Total | 14 buteurs         | 35 buts | 4 buts          | 2 buts            | 41 buts        |

Date de mise à jour : le 18 août 2014.

### Statistiques cartons jaunes
| Place | Nom                  | Division 2 | Coupe de France | Coupe de la Ligue | TOTAL des CARTONS JAUNES |
| 1     | Antonio Esposito     | 10 cartons | -               | -                 | 10 cartons               |
| 2     | Patrice Carteron     | 9 cartons  | -               | -                 | 9 cartons                |
| 3     | Giovanni Bia         | 6 cartons  | 1 carton        | -                 | 7 cartons                |
| 4     | Patrick Guillou      | 6 cartons  | -               | -                 | 6 cartons                |
| 4     | Alassane N'Dour      | 6 cartons  | -               | -                 | 6 cartons                |
| 4     | Marcin Kuzba         | 5 cartons  | 1 carton        | -                 | 6 cartons                |
| 4     | Stéphane Hernandez   | 5 cartons  | -               | 1 carton          | 6 cartons                |
| 8     | Eduardo Oliveira     | 5 cartons  | -               | -                 | 5 cartons                |
| 8     | Allan Olesen         | 5 cartons  | -               | -                 | 5 cartons                |
| 8     | Laurent Huard        | 5 cartons  | -               | -                 | 5 cartons                |
| 11    | Alex Di Rocco        | 4 cartons  | -               | -                 | 4 cartons                |
| 12    | Julien Sablé         | 3 cartons  | -               | -                 | 3 cartons                |
| 12    | Karim Fellahi        | 2 cartons  | -               | 1 carton          | 3 cartons                |
| 14    | Dominique Casagrande | 2 cartons  | -               | -                 | 2 cartons                |
| 14    | Fousseni Diawara     | 2 cartons  | -               | -                 | 2 cartons                |
| 14    | Frédéric Mendy       | 2 cartons  | -               | -                 | 2 cartons                |
| 14    | Rodrigao             | 2 cartons  | -               | -                 | 2 cartons                |
| 18    | David Hellebuyck     | 1 carton   | -               | -                 | 4 carton                 |
| 18    | Olivier Baudry       | 1 carton   | -               | -                 | 1 carton                 |
| 18    | Sylvain Meslien      | 1 carton   | -               | -                 | 1 carton                 |
| 18    | Jean-Pascal Yao      | 1 carton   | -               | -                 | 1 carton                 |
| 18    | Cyrille Pouget       | 1 carton   | -               | -                 | 1 carton                 |
| 18    | Ted Agasson          | 1 carton   | -               | -                 | 1 carton                 |
| 18    | Alexander Panov      | 1 carton   | -               | -                 | 1 carton                 |
| 18    | Mickaël Pontal       | 1 carton   | -               | -                 | 1 carton                 |
| 18    | Anthony Bartholomé   | -          | 1 carton        | -                 | 1 carton                 |
| Total | 27 joueurs avertis   | 87 cartons | 3 cartons       | 2 cartons         | 92 cartons               |

Date de mise à jour : le 19 août 2014.

### Statistiques cartons rouges
| Place | Nom              | Division 2 | TOTAL des CARTONS ROUGES |
| 1     | Alassane N’Dour  | 1 carton   | 1 expulsion              |
| 1     | Eduardo Oliveira | 1 carton   | 1 expulsion              |
| 1     | Alex Di Rocco    | 1 carton   | 1 expulsion              |
| Total | 3 expulsés       | 3 cartons  | 3 expulsions             |

Date de mise à jour : le 19 août 2014.

## Affluence
Affluence de l'AS Saint-Étienne à domicile

## Joueurs en sélection nationale

### Équipe de France
Malgré la descente en Ligue 2, Julien Sablé continue d'avoir d'avoir la confiance du sélectionneur de l'équipe de France Espoirs
| Joueurs      | Position | Date       | Adversaire         | Score        | But | Temps de jeu |
| Julien Sablé | Milieu   | 14.08.2001 | Russie             | 2 - 3        | -   | 10           |
| Julien Sablé | Milieu   | 05.09.2001 | Espagne            | 3 - 0        | -   | 90           |
| Julien Sablé | Milieu   | 06.10.2001 | Bosnie-Herzégovine | 1 - 0        | -   | 90           |
| Julien Sablé | Milieu   | 10.11.2001 | Roumanie           | 1 - 0        | -   | 90           |
| Julien Sablé | Milieu   | 14.11.2001 | Roumanie           | 4 - 0        | -   | 90           |
| Julien Sablé | Milieu   | 13.02.2002 | Belgique           | 5 - 1        | -   | 90           |
| Julien Sablé | Milieu   | 26.03.2002 | Portugal           | 1 - 0        | -   | 90           |
| Julien Sablé | Milieu   | 16.04.2002 | Italie             | 3 - 2        | -   | 45           |
| Julien Sablé | Milieu   | 19.05.2002 | Grèce              | 3 - 1        | -   | 90           |
| Julien Sablé | Milieu   | 21.05.2002 | Belgique           | 2 - 0        | -   | 90           |
| Julien Sablé | Milieu   | 28.05.2002 | République Tchèque | 0- 0 tab 1-3 | -   | 33           |

### Sélections étrangères
| Nom              | Éliminatoires CM ou CAN | Éliminatoires CM ou CAN | Éliminatoires CM ou CAN | Éliminatoires CM ou CAN | CAN | CAN         | CAN    | CAN          | Matchs amicaux | Matchs amicaux | Matchs amicaux | Matchs amicaux | Total | Total       | Total  | Total        |
| Nom              | MJ                      | But inscrit             | Averti                  | Carton rouge            | MJ  | But inscrit | Averti | Carton rouge | MJ             | But inscrit    | Averti         | Carton rouge   | MJ    | But inscrit | Averti | Carton rouge |
| ---------------- | ----------------------- | ----------------------- | ----------------------- | ----------------------- | --- | ----------- | ------ | ------------ | -------------- | -------------- | -------------- | -------------- | ----- | ----------- | ------ | ------------ |
| Fousseni Diawara | 0                       | 0                       | 0                       | 0                       | 6   | 0           | 0      | 0            | 1              | 0              | 0              | 0              | 7     | 0           | 0      | 0            |
| Lucien Mettomo   | 0                       | 0                       | 0                       | 0                       | 1   | 1           | 0      | 0            | 5              | 0              | 0              | 0              | 6     | 1           | 0      | 0            |
| Alassane N’Dour  | 0                       | 0                       | 0                       | 0                       | 4   | 0           | 0      | 0            | 1              | 0              | 0              | 0              | 5     | 0           | 0      | 0            |
| Frédéric Mendy   | 0                       | 0                       | 0                       | 0                       | 0   | 0           | 0      | 0            | 1              | 0              | 0              | 0              | 1     | 0           | 0      | 0            |
| Aleksandr Panov  | 0                       | 0                       | 0                       | 0                       | 0   | 0           | 0      | 0            | 1              | 1              | 0              | 0              | 1     | 1           | 0      | 0            |

## Équipe réserve